# 平岩親吉
平岩 親吉（ひらいわ ちかよし）は、戦国時代から江戸時代初期にかけての武将・大名。徳川氏の家臣。上野国厩橋藩（前橋藩）、尾張国犬山藩主。官位は従五位下・主計頭。
徳川家康に幼少時から仕えて信任を受け、長男信康の傅役、八男仙千代の養父、九男徳川義直の准父となり、また甲斐郡代、甲府城代、尾張藩執政を歴任した。徳川十六神将の一人にも数えられる。『三河後風土記』の著者ともされる。

## 生涯
天文11年（1542年）、平岩親重の長男として三河国額田郡坂崎村（現在の愛知県額田郡幸田町坂崎）にて誕生。徳川家康と同年であったことから、今川義元の人質時代から家康に付き従った。天文16年（1547年）、小姓として駿府に送られた。
永禄元年（1558年）に初陣する。家康の信任は厚く、三河統一戦や遠江平定戦などで戦功があり、家康の嫡男・松平信康が元服すると、その傅役として信康を補佐した。天正7年（1579年）、織田信長により信康の切腹が家康に要求されると、親吉は責任を自分が被り、自らの首を信長に差し出すことを求めた。しかし信康の処断を防ぐことはできず、その責任を感じて蟄居謹慎する。後に家康に許され、再び直臣として復帰した。なお、信康切腹が信長の命令によるものという江戸期の通説には矛盾や疑問点も多く、近年では家康と信康の対立が原因とする説が有力である（松平信康#信康自刃事件について）。
天正4年12月（1576年1月）、信長の命を受けた家康の命を受けて、三河大樹寺にて、家康の母方の伯父・水野信元父子を誅殺している。
天正10年（1582年）、本能寺の変で信長が横死すると、家康は天正11年（1583年）までに甲斐国を平定し、親吉は家康の命令で甲府城の築城を開始し、甲斐の郡代として武田遺臣を慰撫し、国内経営に尽力した（ただし、初期は岡部正綱と共同支配であったとみられている）。天正18年（1590年）、小田原征伐で戦功を挙げ、関東に移封された家康に従い、厩橋3万3,000石を与えられた。
親吉には嗣子がなかったため、家康は八男の松平仙千代を養嗣子として預けたが、仙千代は慶長5年（1600年）に早世した。
関ヶ原の戦い後の慶長6年（1601年）、再び甲斐に戻り、甲府6万3,000石を与えられた。慶長8年（1603年）、仙千代の同母弟である五郎太丸（徳川義直）を傅役として預けられ、義直が甲斐一国25万石に封ぜられた。親吉は甲府城に在城し、幼少かつ駿府にいる義直の代理として甲斐統治を行った。
慶長12年（1607年）、義直が尾張一国を与えられると親吉は犬山城と所領12万3,000石（または9万3,000石）を与えられて尾張に移り、清洲城（のち名古屋城）に入城して尾張藩の藩政を執行した。
慶長16年12月30日（1612年2月1日）、名古屋城二の丸御殿で死去した。享年70。遺言により遺領は義直に還付され、遺臣は義直の直臣となった。
墓所は平和公園内（平田院墓域）にある。
- 平和公園内の墓（愛知県名古屋市千種区）
- 平岩親吉の菩提寺である平田院（名古屋市天白区）

## 人物・逸話
- 榊原康政がまだ若く小身であった頃、親吉の弟の平右衛門と康政が口論になり、平右衛門が少し傷を負ったところを駆け付けた同僚に喧嘩を止められた。親吉はこの頃すでに徳川家の宿老であったが、「康政は今は小身だが、才智勇敢で、主君のお役に立つであろう。我が弟は人に斬られる程度の者だから、主君のお役には立たず無駄に禄を得るだけの者である」と言って、弟は武道を止めさせて押し込め、康政をしきりに執り成して昇進させた[注釈 1]。果たして康政は天下の英傑と称美され、人は皆親吉の私心のなさに感服した。（名将言行録）[5]
- 徳川家康が武田方の遠江国天方城を攻めた際に、支えきれなくなった城兵は夜間ひそかに間道を逃走した。それを知った徳川軍の将兵は追撃して敵を皆殺しにしようとしたが、親吉はこれを止めて「兵法には窮した敵を追いつめてはならないとある。もとより敵兵に地の利があるが我が軍は地理に疎い。もし追撃すれば険阻の中で陥れられるかもしれない」と言って兵を引き上げた。（平岩家譜）[6]
- 織田信長が松平信康の殺害を命じたとき、親吉は驚いて家康のところに行き、自分の首を信長に送って信康の疑いを晴らすように申し出たが、家康は「お前の首を取って信康の首を守ることができるならばお前の言うとおりにするが、信康の死はどうやっても避けられないので、お前まで失っては恥を重ねることになる。お前の深い志はいつまでも忘れることはないぞ」と咽び泣きながら語ったので、親吉も声を上げて泣き、重ねて自分の首を取るように言うことができなかった。（藩翰譜）[7]
- 上田城の戦いで、徳川軍が真田昌幸の反撃により劣勢になったとき、親吉が狼烟を上げた。それを見た昌幸は、武功の勇士である親吉の策略ではあるまいかと疑って兵を下げたので、徳川軍は撤退して陣を固め直すことができた。（名将言行録・校合雑記）[5][8]
- 伏見城落慶の祝いの後、豊臣秀吉は井伊直政・本多忠勝・榊原康政・平岩親吉に密かに使者を送って歳末の祝儀として黄金を百枚ずつ与えた。直政と忠勝はそのまま黄金を拝受して家康には報告しなかった。康政はどうすればよいかと家康に問い合わせ、下賜された物は受け取るようにと言われたので受け取った。親吉は初めから黄金を受け取らず、「私は徳川家に奉公している身で、知行をいただいており、衣食は常に足りています。今、秀吉様からの賜り物を貪って受け取ることはできません」と言って、黄金を使者に返し渡した。親吉はこのように私欲がなく正直な心の持ち主であった。（名将言行録・塩尻）[5][9]
- 江戸幕府が開かれた後、家康は加藤清正、浅野長政・幸長父子、池田輝政ら豊臣家恩顧の大名が豊臣秀頼に心を寄せていて、動乱の元になるのではないかと心配していた。それを察した親吉は一計をめぐらせ、清正らを招いて饗応して一緒に毒の入った食事をし、彼らはみな間もなく急死した。（摂戦実録・新東鑑）[10][11]。
別説に慶長16年（1611年）の徳川家康と豊臣秀頼の二条城での会見の際に家康が秀頼に毒入りの饅頭を勧めて清正が身代わりに食べたというものがあり（十竹斎筆記・新東鑑）[11]、これが浄瑠璃や歌舞伎で潤色されて親吉が毒味してみせた毒入りの饅頭を清正が食べたという「毒饅頭」の逸話として人口に膾炙している。同時代史料の記録ではなく、実際には清正の死去は会見の3か月後、親吉の死去は6か月後であることから、俗説とされている[12][13]。

## 子孫
妻（徳川家家臣石川正信の娘・清林院）との間に子がなく、徳川家康の八男仙千代を養嗣子としたが、仙千代は夭折した。親吉は仙千代の死後に嗣子を立てず、大名家平岩氏は親吉の死をもって断絶した。寡婦となった清林院は徳川義直から500石の采地を与えられた。
親吉の弟妹の子孫は存続し、平岩吉範（親吉の甥。成瀬正成の入城まで犬山城代）ら親吉に家臣として仕えていた者は他の親吉家臣と同じく尾張藩士となった。
平岩一族で唯一の旗本となった平岩正当（親吉の甥）の子孫は通字に親吉の「親」を用い、譜代名家の末裔を尊重した徳川吉宗によって親吉の後胤としての処遇を受けた。
なお、18世紀中頃に尾張藩の儒者松平君山が編纂した藩士系譜集『士林泝洄』によれば、親吉には晩年に江戸で生まれた妾腹の子七之助があったが、嗣子として立てる手続きをあえてしていなかった。この子は徳川忠長に仕えたが忠長の改易で浪人し、のち水戸徳川家に仕えるが無嗣断絶したという。松平君山より少し前の時代の国学者天野信景の随筆『塩尻』によればこの七之助は名を親元といい、実は断絶しておらず男子があって、長島藩の増山氏の家臣、堀勘解由の養子となり、子孫は堀隼人を称したという。19世紀の儒者細野要斎の『葎の滴諸家雑談』にはさらにこの堀隼人の子孫の後日談があり、堀才助という者まで親吉の血脈で続いていたが、罪があって長島藩を解雇されて名古屋に流れつき、尾張藩の重臣高橋家に仕えた。のちに許されて長島に帰ったが、才助には子がなく彼の代で家が絶えたと記されている。
これ以外にも親吉の子孫を称する家系がある。
- 明治から昭和初期のメソジストの牧師平岩愃保の家系は宗門改役同心を務めた御家人で、先祖は平岩親吉であると称した[19][20]。
- 作家平岩弓枝の生家は代々木八幡宮の宮司で、先祖は平岩親吉と伝わっている[21][22]。
- 大相撲元大関で、7代目伊勢ヶ濱親方の清國勝雄の夫人は、平岩親吉の末裔という[23][24]。

## 登場する作品
- 徳川家康（NHK、1983年、演：真鍋敏→宗近晴見）
- 信長 KING OF ZIPANGU（NHK、1992年、演：小野進也）
- 徳川武芸帳 柳生三代の剣（テレビ東京、1993年、演：大林丈史）
- 徳川家康と三人の女（テレビ朝日、2008年、演：真砂皓太）
- 真田丸（NHK、2016年、演：東武志）
- おんな城主 直虎（NHK、2017年、演：モロ師岡）
- どうする家康　(NHK、2023年、演：岡部大)